# Drużyna Służby Socjalistycznej
Drużyna Służby Socjalistycznej – jedna z form ruchu przodownictwa i współzawodnictwa w Siłach Zbrojnych PRL.
Współzawodnictwo o miano „Drużyny Służby Socjalistycznej” organizowano w brygadach, pułkach, akademiach wojskowych, wyższych szkołach oficerskich, w szkołach oficerów rezerwy, szkołach chorążych, ośrodkach szkolenia, podoficerskich szkołach zawodowych oraz w innych samodzielnych jednostkach wojskowych.
Uczestniczyć w nim mogli żołnierze służby zasadniczej, elewi, kadeci, podchorążowie oraz żołnierze zawodowi w przypadku, gdy byli członkami drużyn.

## Warunki uzyskania miana DSS
Miano „Drużyny Służby Socjalistycznej” uzyskiwała ta drużyna w której:
- co najmniej 50% stanu osobowego posiada odznakę Wzorowego Żołnierza
- co najmniej 25% stanu osobowego uzyskało klasę kwalifikacyjną lub drugą specjalność wojskową
- żołnierze drużyny uzyskują oceny bardzo dobre i dobre ze szkolenia politycznego, ogólnowojskowego i specjalistycznego.

W szkołach wojskowych i ośrodkach szkolenia:
- co najmniej 50% stanu osobowego osiągnęło z przedmiotów objętych programem nauczania oceny bardzo dobre i dobre oraz uzyskało odznakę Wzorowego Podchorążego lub Wzorowego Żołnierza, a pozostali oceny średnie nie niższe niż 3,51
- żołnierze ze stanu drużyny nie posiadają semestralnych ocen niedostatecznych.

## Drużynę Służby Socjalistycznej wyróżniano
- zdjęciem pamiątkowym na tle sztandaru jednostki
- dyplomem Drużyny Służby Socjalistycznej
- dyplomami Członka Drużyny Służby Socjalistycznej
- sznurami wyróżniającymi członków Drużyny Służby Socjalistycznej
- zawiadomieniem rodziny lub zakładu pracy o wzorowym pełnieniu służby wojskowej
- nagrodami książkowymi z dedykacją przełożonych[4].